# Rainbow (Kacey Musgraves)
Rainbow è un singolo della cantautrice statunitense Kacey Musgraves, pubblicato l'11 febbraio 2019 come quinto estratto dal terzo album in studio Golden Hour.

## Descrizione
È stato scritto da Musgraves con Shane McAnally e Natalie Hemby sei anni prima della sua inclusione come traccia di chiusura in Golden Hour. Secondo la cantante, inizialmente era una canzone per incoraggiare se stessa ed è stata in seguito trasformata in "un messaggio di speranza per chiunque si trovi in tempi bui". Ha un significato importante per Musgraves per diversi motivi, poiché era l'ultima canzone che sua nonna l'ha vista scrivere ed era stata suonata al suo funerale, e ha anche notato che sperava che la canzone sarebbe stata un inno per coloro che affrontano avversità, come quelle della comunità LGBT.

## Esibizioni dal vivo
Rainbow è stata eseguita dal vivo ai Grammy Awards 2019, dove Kacey Musgraves ha vinto il premio per l’album dell’anno con Golden Hour, insieme al Best Country Album. Nella performance ha indossato un semplice abito bianco, accompagnata da un pianista che suonava un pianoforte arcobaleno dietro di lei.
Aveva anche precedentemente cantato Rainbow al Late Night with Seth Meyers il 20 giugno 2018.

## Video musicale
Il video musicale è stato diretto da Hannah Lux Davis e pubblicato il 10 febbraio 2019. In esso, vari personaggi vengono mostrati in diverse stanze di una casa scarsamente illuminata, tra cui "una madre single che si prende cura del suo bambino, un uomo che sta affrontando il suo abuso di alcool, un giovane che lotta con la sua identità di genere, e un adolescente catturato nel mezzo di una crisi di famiglia". Scene di Musgraves che esegue la canzone accompagnata dagli altri o da sola sono mescolate in tutto il video e verso la fine è seduta sul pavimento di una stanza circondata da una vegetazione lussureggiante e fiori mentre appare un arcobaleno sovraccarico.